# Lobophytum microlobulatum
Lobophytum microlobulatum är en korallart som beskrevs av Tixier-Durivault 1970. Lobophytum microlobulatum ingår i släktet Lobophytum och familjen läderkoraller. Inga underarter finns listade i Catalogue of Life.